# Проблемы региональной экологии

Обложка журнала «Проблемы региональной экологии»

«Проблемы региональной экологии» — общественно-научный журнал, осуществляющий информационное, научное и прикладное освещение работ в области экологии, землеустройства и природопользования на различных уровнях. Издается с 1995 года. Главный редактор доктор географических наук Б. И. Кочуров (Институт географии РАН). В журнале публикуется экологически ориентированная реклама, экологические портреты предприятий, а также опыт внедрения экологической политики. Журнал освещает проблемы и достижения регионов России в области природопользования и охраны окружающей среды. Выходит 6 раз в год.
Включён в список научных журналов ВАК.